# Bundesstraße 265
Pour les articles homonymes, voir Route 265.
La Bundesstraße 265 est une Bundesstraße des Länder de Rhénanie-du-Nord-Westphalie et de Rhénanie-Palatinat.

## Géographie
La Bundesstrasse 265 commence à la Barbarossaplatz à Cologne et mène dans la Luxemburger Straße dans une direction sud-ouest hors de la ville. Le 10 novembre 2015, les travaux de construction commencent pour un contournement (B 265n) autour du quartier de Hermülheim. Il tourne autour des quartiers d'Erftstadt que sont Liblar, Lechenich et Erp comme une rocade à quatre voies au nord et au sud.
La Bundesstraße 265 franchit ensuite l'Eifel. Elle monte sur le Schneifel et est proche de la frontière entre l'Allemagne et la Belgique. Ce n'est qu'à la frontière entre la Rhénanie du Nord-Westphalie et la Rhénanie-Palatinat que la route s'éloigne de la frontière germano-belge. Elle redescend alors vers Prüm.

## Histoire
Dans la première section de Cologne-Zülpich, la route suit le tracé de la voie romaine de Trèves à Cologne, vieille de près de 2000 ans, l'ancienne Colonia Claudia Ara Agrippinensium, qui est appelée chaussée romaine de Trèves à Cologne depuis le projet Regionale 2010. La voie romaine est reconnaissable à son parcours essentiellement rectiligne. L'itinéraire actuel dévie en se déplaçant de l'exploitation minière du lignite au sud de la zone minière rhénane et en reliant des endroits importants.
La Departement-Straße est sans doute agrandie dès la période française. Mais ce n'est qu'après un arrêté royal prussien du 4 février 1850 que la route de Cologne par Zülpich vers Vianden est déclarée Cöln-Luxemburger Bezirksstraße et que l'expansion est financée par les fonds publics. Les travaux sont effectués de 1852 à 1856, Ernst Friedrich Zwirner l'inaugure le 28 mai 1856.
Le tronçon entre Losheimergraben et Prüm est à l'origine nommé B 411. Aujourd'hui, la B 411 désigne une section de route près de Coblence.

## Source
- (de) Cet article est partiellement ou en totalité issu de l’article de Wikipédia en allemand intitulé « Bundesstraße 265 » (voir la liste des auteurs).

1. ↑  (de) « Die Bundes- und Reichsstraßen in Deutschland - Nr. 166 bis 327 » [archive du 18 février 2009], sur home.arcor.de (consulté le 16 juillet 2025)